# Toxocara cati
Toxocara cati é uma espécie de nematódeo do gênero Toxocara comumente encontrado parasitando gatos e outros felinos.